# Ogeum-dong
Ogeum-dong là một phường, dong của Songpa-gu, Seoul, Hàn Quốc.

## Vận chuyển
- Ga Ogeum của Tuyến Seoul 3 và Tuyến Seoul 5
- Ga Bangi của Tuyến Seoul 5
- Ga Gaerong của Tuyến Seoul 3

## Liên kết
- (tiếng Hàn) Trang trung tâm dân cư Ogeum-dong Lưu trữ ngày 27 tháng 11 năm 2020 tại Wayback Machine
- Bản đồ Songpa-gu